# 真夏の嵐
もしかして
- 真夏のあらし

ではありませんか？